# Caprobolus andringitra
Espèce
Statut de conservation UICN

 LC  : Préoccupation mineure
Caprobolus andringitra est une espèce de mille-pattes de la famille des Pachybolidae endémique de Madagascar. C'est la seule espèce connue du genre Caprobolus.

## Répartition et habitat
Cette espèce est présente dans le parc national d'Andringitra dans le sud de Madagascar. Elle vit dans la forêt tropicale humide de montagne.